# バルニム8世 (ポメラニア公)
バルニム8世（Barnim VIII., 1405/7年 - 1451年12月15/19日）は、ポメラニア＝ヴォルガスト＝バルト公（在位：1425年 - 1451年）。

## 生涯
バルニム8世はポメラニア＝ヴォルガスト公ヴァルティスラフ8世の息子である。1415年に父ヴァルティスラフ8世が亡くなった後、母アグネスが当初、息子のバルニム8世とスヴァンティボル2世、そして義兄バルニム6世の息子であるヴァルティスラフ9世およびバルニム7世の後見人となった。アグネスはコルト・ボノウ率いる摂政団の支援を受けた。息子や甥が成人したのち、ポメラニアは1425年に分割された。バルニム8世とスヴァンティボル2世はポメラニア＝バルトを受け取った。
デンマーク・ハンザ同盟戦争の間に、バルニム8世はデンマークによるハンザ同盟に対する私掠作戦に参加した。1427年、バルニム8世とその親戚であるデンマーク王エーリクはデンマーク・スウェーデン連合艦隊を率いてエーレスンドの戦いでハンザ艦隊を破った。バルニム8世らはバルト海へ向かう途中の船団またはハンザ同盟の貿易船を拿捕した。バルニム8世は馬上槍試合にも参加した。1434年の馬上槍試合中に、バルニム8世は参事会員で後にシュトラールズント市長となったアルント・フォートにより馬から投げ落とされた。
スヴァンティボル2世とバルニム8世は1435年に公領の一部を分割し、スヴァンティボル2世はリューゲン島とシュトラールズントを、バルニム8世はシュトラールズントを除く本土部分を手に入れた。1440年にスヴァンティボルが亡くなると、リューゲン島とシュトラールズントはバルニムに戻された。1441年、バルニム8世はヒデンゼーのシトー派の聖ニコラウス修道院からツィングシュト半島を征服した。従兄弟らの同意を得て、バルニム8世は後にバルト、ツィングシュト、ダムガルテンの領土を姪のカタリーナ・フォン・ヴェルレに20,000ギルダーで譲った。1445年、バルニム7世とバルニム8世はブランデンブルク選帝侯フリードリヒ2世の攻撃からパーゼヴァルクを防衛した。
バルニム8世は1451年にペストで亡くなり、ノイエンカンプ修道院に埋葬された。

## 結婚と子女
バルニム8世はアンナ・フォン・ヴンストルフと結婚した。2人の間には1女が生まれた。
- アグネス（1434年 - 1512年） - 1449年にアルトマルク領主フリードリヒ3世（1424年頃 - 1463年、ブランデンブルク選帝侯フリードリヒ1世の息子）と結婚、1478年にアンハルト＝デッサウ侯ゲオルク2世と結婚[1]。